# مايكل بيل (رسام)
مايكل بيل (بالإنجليزية: Michael Bell)‏ هو رسام وكاتب سيناريو أمريكي، ولد في 10 أبريل 1971.